# Acmopolynema miamiense
Acmopolynema miamiense är en stekelart som beskrevs av Schauff 1981. Acmopolynema miamiense ingår i släktet Acmopolynema och familjen dvärgsteklar. Inga underarter finns listade i Catalogue of Life.